# 김원석 (1958년)
김원석(金源錫, 1958년 11월 17일 ~ )은 대한민국의 제12대 경상북도의원이었다.

## 학력
- 삼근국민학교 졸업
- 울진중학교 삼근분교 졸업
- 고등학교 학력 검정고시 합격
- 한국방송통신대학교 졸업
- 영남대학교 행정대학원 행정학 석사 졸업
- 경북대학교 행정대학원 경영학 석사 졸업

## 경력
- 경북도청 울진군청 근무
- 행정자치부 서기관
- 봉화군 부군수
- 경상북도 일자리 창출단장
- 경상북도의회 농수산수석전문위원
- 경상북도의회 총무담당관
- 경상북도 공무원교육원장
- 경상북도 도민안전실장
- 경상북도 환경산림자원국장
- 경북도청 2급 이사관 퇴직
- 2022.07 ~ 2023.10 제12대 경상북도의회 의원
- 2022.07 ~ 2023.10 제12대 경상북도의회 전반기 행정보건복지위원회 위원
- 2022.10 ~ 2023.10 제12대 경상북도의회 원자력대책특별위원회 부위원장

## 수상
- 대통령 표창
- 근정포장
- 홍조근정훈장

## 공직선거법 위반
- 2023년 10월 12일 김원석 경북도의원, 선거법 위반으로 의원직 상실

## 역대 선거 결과
| 실시년도 | 선거      | 대수 | 직책   | 선거구             | 정당     | 득표수   | 득표율          | 순위 | 당락 | 비고           |
| -------- | --------- | ---- | ------ | ------------------ | -------- | -------- | --------------- | ---- | ---- | -------------- |
| 2022년   | 지방 선거 | 12대 | 도의원 | 경북 울진군 선거구 | 국민의힘 | 13,798표 | \| \| 51.31% \| | 1위  |      | 초선, 민선 8기 |
|          | 51.31%    |      |        |                    |          |          |                 |      |      |                |